# Zespół zabudowy pl. Akademickiego w Bytomiu
Zespół zabudowy pl. Akademickiego – zespół budynków oraz układ urbanistyczny z 1. połowy XX wieku w Śródmieściu Bytomia, wpisany do rejestru zabytków nieruchomych województwa śląskiego.

## Historia
Plan unormowania zabudowy Bytomia z 1907 roku przewidywał dwa nowe bloki zabudowy w północnej części miasta, w odległości około 500 m od Rynku, tj. wytyczenie nowych placów i obudowanie ich kamienicami –dzisiejszego placu Słowiańskiego i Akademickiego. Przez późniejszy plac Akademicki jeszcze w 1892 roku przebiegała droga w kierunku Szarleja, Scharley Feldweg. Plan z 1905 roku przewidywał tamże powstanie owalnego placu. Planowano wyznaczyć oś urbanistyczną na linii północ-południe dla reprezentacyjnej przestrzeni miejskiej z centrum kulturowo-administracyjnym, którą miały tworzyć ułożone w jednej linii place miejskie: Rynek (poprzez wychodzącą z niego dzisiejszą ul. Podgórną) i Friedrich-Wilhelm-Ring (dziś plac Grunwaldzki), Moltkeplatz (dziś plac Jana III Sobieskiego) oraz Reichspräsidentenplatz (dziś plac Akademicki). 
Nowo wytyczony plac na początku XX wieku nazywał się początkowo Platz Nördlich der Kaserne (leży na północ od koszar), następnie przed I wojną światową został przemianowany na Auguste-Victoria-Platz (na cześć żony cesarza Wilhelma II, Augusty Wiktorii ze Szlezwika-Holsztynu-Sonderburga-Augustenburga), po I wojnie światowej był nazywany Victoriaplatz, a od 1927 roku Reichspräsidentenplatz. 
Pierwsze budynki wzniesiono w 1905 roku: była to narożna kamienica przy Breitestrasse 1 według projektu Eduarda Arndta przeznaczona dla Antona Gnielińskiego oraz pierwotnie secesyjna kamienica nr 5 dla przedsiębiorcy budowlanego Carla Bittmanna. W 1909 roku wzniesiono kamienicę pod numerem 3, pracami kierowali Alfons Powollik i Carl Bittman, a w 1912 i 1913 roku powstały kamienice dla Carla Bittmanna na przeciwległym końcu placu pod numerami 13 i 15, których planistą był Eugen Walter. W latach 1925–1926 wybudowano gmach komendy policji według projektu Wilhelma Bahlsena, a w latach 1925–1927 ciąg budynków mieszkalnych przy wschodniej pierzei. Prace wznoszenia zabudowy mieszkalnej wokół późniejszego placu Akademickiego zakończono około 1926 roku. 
W 1932 roku przeniesiono na plac pomnik ofiar wojny francusko-pruskiej (lew śpiący). Do II wojny światowej na placu znajdował się pomnik ofiar wojny (niem. Kriegerdenkmal). W 1947 roku na miejscu pomnika wybudowano fontannę, którą zaprojektowali Józef Sawicki i Tadeusz Sadowski.
W 1957 roku plac nazywano imieniem Feliksa Dzierżyńskiego, a na przełomie 1990 roku został przemianowany na placem Akademickim, na pamiątkę ulicy Akademickiej, dzisiejszego Prospektu Szewczenki we Lwowie, na wniosek mieszkających w Bytomiu kresowiaków.
Założenie zostało wpisane do rejestru zabytków nieruchomych województwa śląskiego (nr rej. A/1450/24 z 28 sierpnia 2024).

## Architektura
Plac leży około 600 m od bytomskiego Rynku. Ma kształt owalu. Jego przybliżone wymiary to 100 na 170 m, a jego powierzchnia wynosi 18 700 m². Z jego północnej pierzei wybiega ulica Adama Mickiewicza (dawna Friedrichstrasse).
Plac wypełnia zieleń miejska, w tym drzewa. Ma on charakter skweru o wysokiej randze placu rekreacyjnego. Jego walory obniżała niegdyś zaniedbana zieleń. Powierzchnia placu jest wykorzystywana do celów rekreacyjnych, a pierzeje służą celom mieszkaniowym. Znaczenie placu można określić jako ogólnomiejskie bądź lokalne. Założenie przetrwało niemal 100 lat bez poważniejszych ingerencji.
Do rejestru zabytków nieruchomych wpisano:
- budynki przy pl. Akademickim: numery: 1, 2, 3, 4, 5, 6, 7, 8, 9, 10, 11, 12, 13, 14, 15, 16, 17
- budynki przy ul. Stefana Żeromskiego, numery 21, 23, 25
- budynek przy ul. Bolesława Prusa 17
- układ ulic okalających płytę placu
- fontannę z rzeźbami (figury chłopców siodłających morskie zwierzęta) z 1947 roku
- 2 schrony przeciwlotnicze z 1942 roku
- teren działek i ich części w wyznaczonych granicach ochrony[1]

Budynek pod numerem 17 zamykający pierzeję północną to ekspresjonistyczny gmach z elementami stylu art déco, który pierwotnie stanowił siedzibę prezydium policji. Po II wojnie światowej była to m.in. siedziba Bytomskiego Zjednoczenia Przemysłu Węglowego, mieści się w nim obecnie Katedra i Zakład Chirurgii Stomatologicznej w Bytomiu Wydziału Nauk Medycznych w Zabrzu Śląskiego Uniwersytetu Medycznego w Katowiach. Budynek jest połączony przewiązką ze wschodnią pierzeją. Wschodnia pierzeja jest utrzymana w stylu funkcjonalistyczno-ekspresjonistycznym z elementami art déco. Pierzeja zachodnia jest zabudowana secesyjnymi kamienicami pod numerami: 1, 3, 5,  13 i 15 oraz modernistycznymi kamienicami z elementami art déco pod numerami 7, 9 i 11.
Budynek pod numerami 23-25 to tzw. Dom Partii, niegdyś gmach Komitetu Miejskiego PZPR, który jest przebudowanym gmachem górniczej ubezpieczalni Verwaltungsgebäude der Knappschafts Berufsgerlossenschaft.
Centralnie położona fontanna jest otoczona rzeźbami pięciu chłopców, siedzących na m.in. żółwiu, raku i żabie.
W południowej części placu znajdują się wieżyczki wentylacyjnedwóch schronów przeciwlotniczych ukrytych pośród drzew.

## Galeria

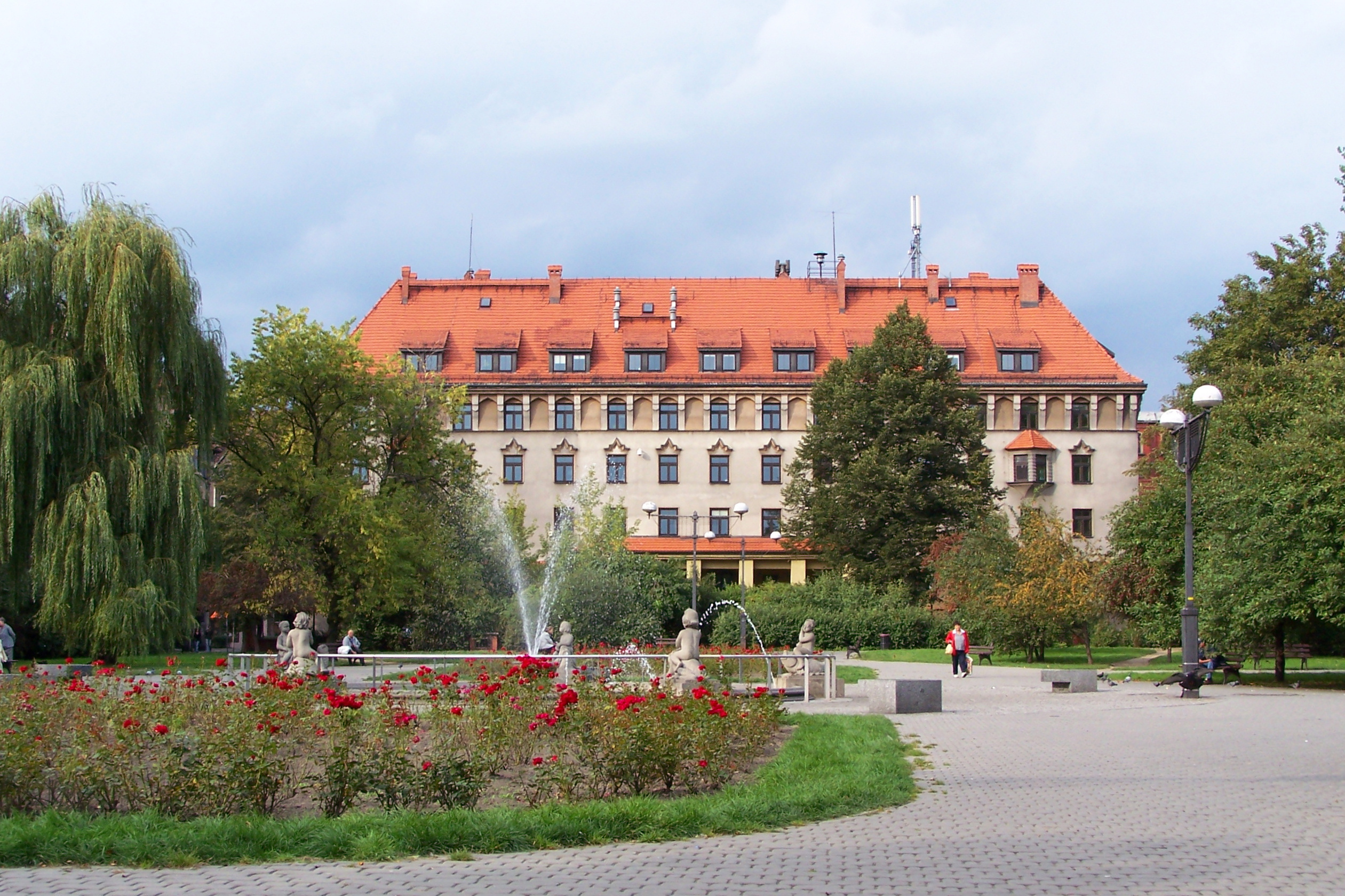
Pierzeja północna (2007)
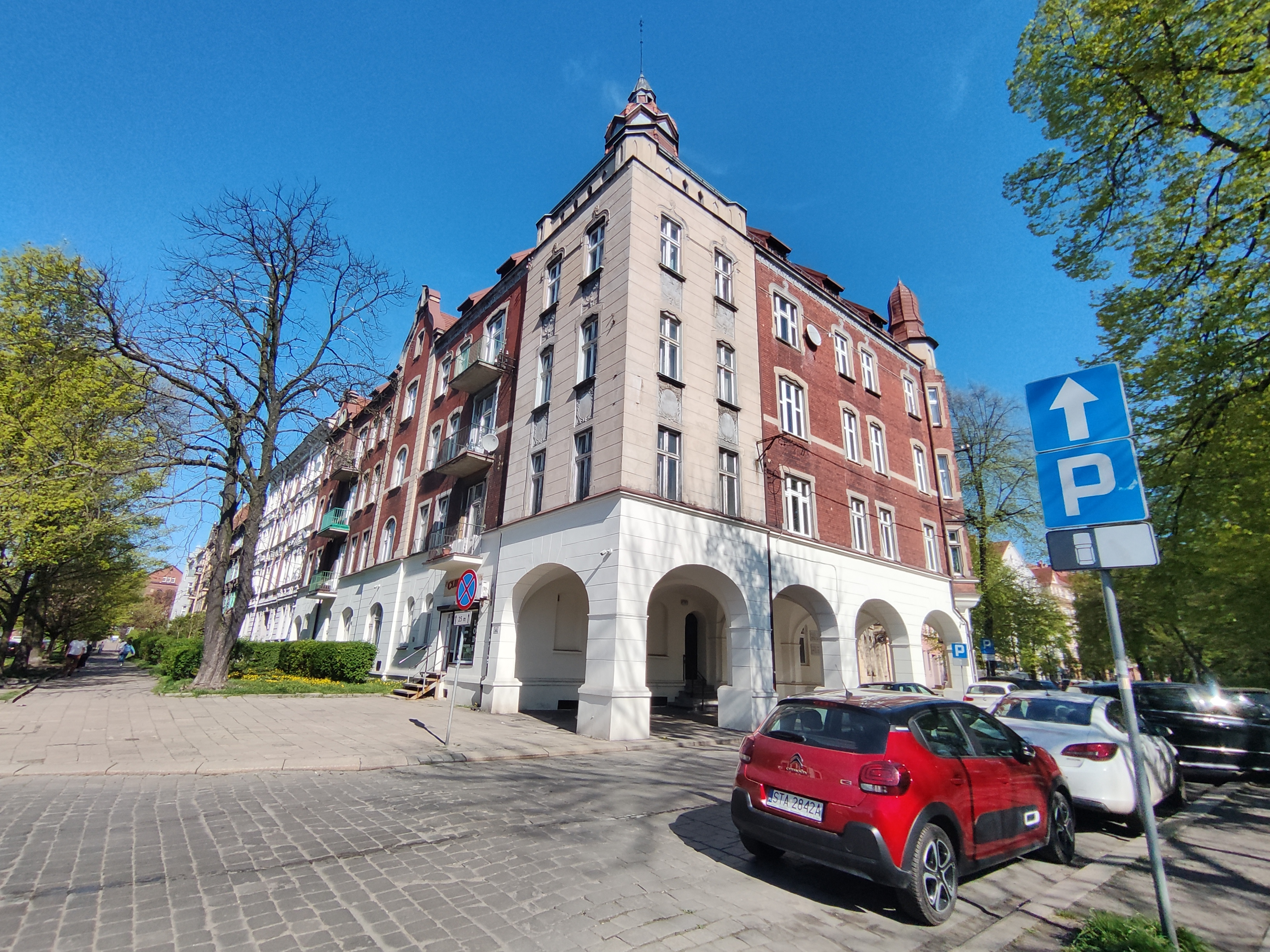
Budynek narożny
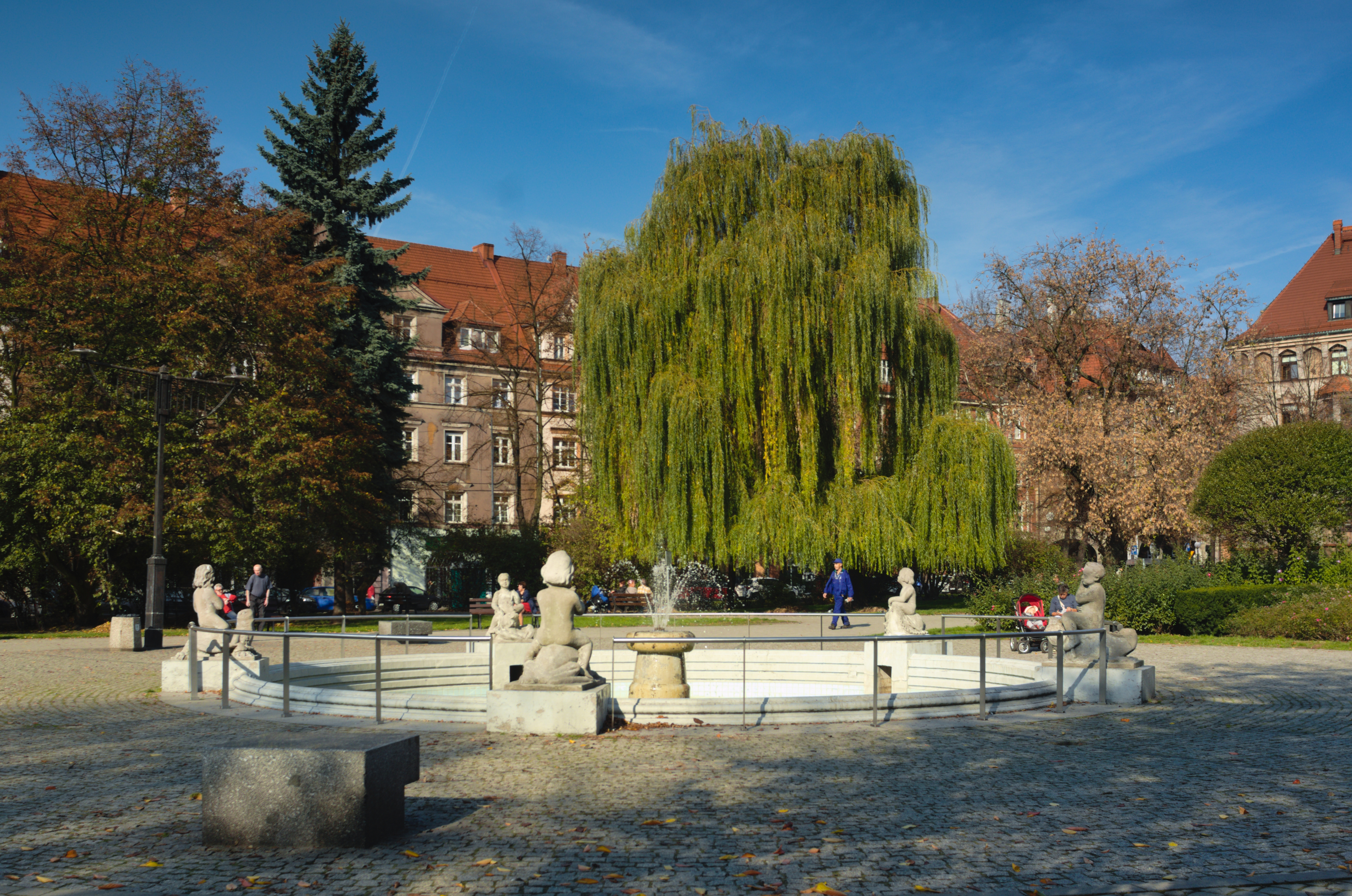
Fontanna (2019)
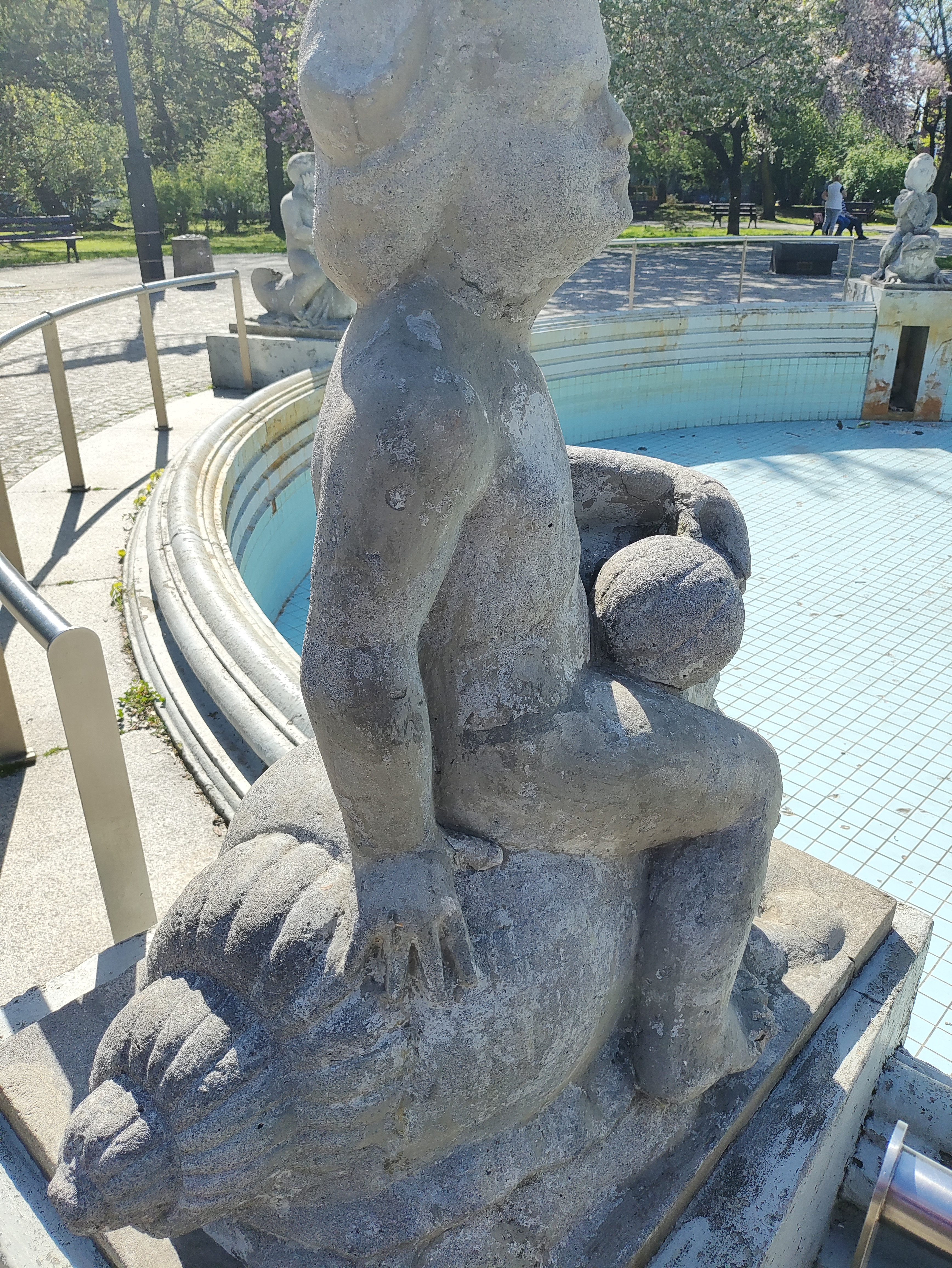
Figurka chłopca na ślimaku przy fontannie